# Società calcistiche italiane vincitrici di competizioni nazionali e internazionali
La lista riporta tutte le società calcistiche italiane vincitrici di competizioni nazionali e internazionali, indicando i campionati e le coppe presi in considerazione nei palmarès e nelle classifiche pubblicati nei siti internet della Lega Serie A, FIGC e UEFA.
La Juventus è il club italiano più titolato con 71 trofei conquistati; seguono il Milan con 50 e l'Inter con 46. I bianconeri sono anche la società con più titoli nazionali vinti (60), mentre i rossoneri sono il club italiano più titolato nelle competizioni internazionali, con 18 trofei conquistati, e quest'ultimo si pone al 2º posto nel panorama europeo e al 3º nel mondo.
Dietro le tre cosiddette "grandi" del calcio italiano, ci sono i due club romani (Lazio e Roma con 16 trofei ciascuna), seguono il Napoli con 13 e il Torino con 12 titoli, il Bologna con 11 e infine Genoa e Fiorentina con 10.
In totale, sono ventitré i club ad aver vinto almeno un trofeo; di questi, ventuno hanno conquistato almeno un titolo nazionale mentre tredici hanno vinto una competizione internazionale.

## Competizioni
Sono dodici le competizioni di primo livello utilizzate dai media per definire la classifica dei palmarès delle società calcistiche italiane.

### Competizioni nazionali
In campo nazionale, sono comunemente considerati nel conteggio solamente i tre trofei assegnati ogni anno dalla Lega Serie A:
- Campionato italiano (1898-1915, 1919-1943, 1945-presente);
- Coppa Italia (1922, 1935-1943; 1958-presente);
- Supercoppa italiana (1989-presente).

Questi sono i tre trofei utilizzati dalla FIGC per determinare la classifica della tradizione sportiva, e citati dalla Lega Serie A nel palmarès dei suoi club associati; non sono considerati i trofei ottenuti nelle serie minori e nemmeno altri trofei ufficiali nazionali del passato organizzati da FIGC e/o Lega Nazionale Professionisti (antesignana della stessa Lega) per club di Serie A come, ad esempio, la Coppa CONI e il Trofeo Nazionale di Lega Armando Picchi.
L'unico campionato italiano di calcio organizzato dalla Confederazione Calcistica Italiana è invece inserito, in quanto riconosciuto dalla FIGC il 22 luglio 1922 in seguito al Compromesso Colombo ed equiparato agli altri scudetti.

### Competizioni internazionali
In ambito internazionale, sono ovviamente conteggiate tutte le competizioni attuali e del passato organizzate da UEFA e FIFA:
- Coppa dei Campioni/UEFA Champions League (1955-presente);
- Coppa delle Coppe UEFA (1960-1999);
- Coppa UEFA/UEFA Europa League (1971-presente);
- UEFA Conference League (2021-presente);
- Coppa Intertoto UEFA (1995-2008);
- Supercoppa UEFA (1973-presente);
- Coppa Intercontinentale UEFA-CONMEBOL (1960-2004, organizzata dall'UEFA congiuntamente alla CONMEBOL);
- Coppa del mondo per club FIFA (2000, 2005-presente).
- Coppa Intercontinentale FIFA (2024-presente).

Di tutte le altre competizioni internazionali del passato, viene solitamente presa in considerazione la sola Coppa delle Fiere, riconosciuta quale antesignana de facto della Coppa UEFA/Europa League – pur se la UEFA non ha mai convalidato una continuità de iure tra le due manifestazioni –: ciò nonostante la "Fiere" viene menzionata tra i titoli più rilevanti nel palmarès dei club oltreché nelle statistiche degli incontri ufficiali dell'UEFA; tra gli altri, la FIFA la considera come un «major honour», la FIGC ne tiene conto nel calcolo della tradizione sportiva e la Lega Serie A la riporta nell'elenco dei trofei internazionali vinti dai club italiani.

## Classifica generale
Legenda
- A: Campionato italiano di calcio; CI: Coppa Italia; SI: Supercoppa italiana; UCL: Coppa dei Campioni/UEFA Champions League; CWC: Coppa delle Coppe; UEL: Coppa UEFA/UEFA Europa League; ECL: UEFA Conference League; UIC: Coppa Intertoto UEFA; USC: Supercoppa UEFA; CIC: Coppa Intercontinentale; IFC: Coppa delle Fiere; FWC: Coppa del mondo per club FIFA; ICF: Coppa Intercontinentale FIFA.

Classifica aggiornata all'ultima competizione vinta da una società italiana, il Campionato Italiano di Serie A 2024-2025 conquistato dal Napoli. In grassetto, il totale di titoli vinti da ciascun club e il record di vittorie per ciascuna competizione.
| 1º  | Juventus     | 71 | 36 | 15 | 9 | 2 | 1 | 3 | - | 1* | 2 | 2 | - | - | - |
| 2º  | Milan        | 50 | 19 | 5  | 8 | 7 | 2 | - | - | -  | 5 | 3 | - | 1 | - |
| 3º  | Inter        | 46 | 20 | 9  | 8 | 3 | - | 3 | - | -  | - | 2 | - | 1 | - |
| 4º  | Lazio        | 16 | 2  | 7  | 5 | - | 1 | - | - | -  | 1 | - | - | - | - |
| 4º  | Roma         | 16 | 3  | 9  | 2 | - | - | - | 1 | -  | - | - | 1 | - | - |
| 6º  | Napoli       | 13 | 4  | 6  | 2 | - | - | 1 | - | -  | - | - | - | - | - |
| 7°  | Torino       | 12 | 7  | 5  | - | - | - | - | - | -  | - | - | - | - | - |
| 8º  | Bologna      | 11 | 7  | 3  | - | - | - | - | - | 1* | - | - | - | - | - |
| 9º  | Genoa        | 10 | 9  | 1  | - | - | - | - | - | -  | - | - | - | - | - |
| 9º  | Fiorentina   | 10 | 2  | 6  | 1 | - | 1 | - | - | -  | - | - | - | - | - |
| 11º | Parma        | 8  | -  | 3  | 1 | - | 1 | 2 | - | -  | 1 | - | - | - | - |
| 12º | Pro Vercelli | 7  | 7  | -  | - | - | - | - | - | -  | - | - | - | - | - |
| 12º | Sampdoria    | 7  | 1  | 4  | 1 | - | 1 | - | - | -  | - | - | - | - | - |
| 14º | Atalanta     | 2  | -  | 1  | - | - | - | 1 | - | -  | - | - | - | - | - |
| 15º | Cagliari     | 1  | 1  | -  | - | - | - | - | - | -  | - | - | - | - | - |
| 15º | Casale       | 1  | 1  | -  | - | - | - | - | - | -  | - | - | - | - | - |
| 15º | Novese       | 1  | 1  | -  | - | - | - | - | - | -  | - | - | - | - | - |
| 15º | Verona       | 1  | 1  | -  | - | - | - | - | - | -  | - | - | - | - | - |
| 15º | Vado         | 1  | -  | 1  | - | - | - | - | - | -  | - | - | - | - | - |
| 15º | Venezia      | 1  | -  | 1  | - | - | - | - | - | -  | - | - | - | - | - |
| 15º | Vicenza      | 1  | -  | 1  | - | - | - | - | - | -  | - | - | - | - | - |
| 15º | Perugia      | 1  | -  | -  | - | - | - | - | - | 1* | - | - | - | - | - |
| 15º | Udinese      | 1  | -  | -  | - | - | - | - | - | 1* | - | - | - | - | - |

* Titolo condiviso con altre società, come da formato dell'epoca della Coppa Intertoto UEFA.